# شهرداری کوبیلجه
شهرداری کوبیلجه (به لاتین: Municipality of Kobilje) یک منطقهٔ مسکونی در اسلوونی است که در اسلوونی واقع شده‌است. شهرداری کوبیلجه ۱۹٫۷ کیلومتر مربع مساحت و ۵۵۰ نفر جمعیت دارد.